# Сирогойно
Сирогойно (на сръбски: Сирогојно) е етносело в западна Сърбия, с музей на открито.
Намира се в планината Златибор, прекрасен планински район в областта Стари Влах, където са оцелели множество стари сръбски етнокъщи, свидетелство за характерния сръбски бит във вековете. Всички те са направени от дърво – така, както тук се гради от векове. Местните жители са натрупали големи умения в използването и обработката на дървения материал. Старите къщи говорят красноречиво за майсторството на занаятчиите, за традиционното изкуство на местното население и за неговия начин на живот.

## Музей на открито
През 1979 година в село Сирогойно е учреден музей на открито, в който са пресъздадени някои от най-типичните сгради за целия район.
Днес музеят заема обширна площ, на която са намерили място и много обекти, предназначени за туристите. Тук се провеждат различни образователни програми, като лятното училище по рисуване, дървообработка и традиционни занаяти. Този музей, разположен в чудесна природна среда, е много популярен и е едно от любимите места за посещение на младежта.